# Rolv Wesenlund
Rolv Helge Wesenlund (17 septembre 1936 – 18 août 2013) est un comédien, chanteur, clarinettiste, écrivain et acteur norvégien. Il est surtout connu en Norvège pour ses nombreux premiers rôles au théâtre, dans des comédies musicales ainsi que dans des films et à la télévision, comme entre autres dans la série Bør Børson Jr. et dans le rôle de Marve Fleksnes dans la série télévisée Fleksnes Fataliteter.

## Carrière
Rolv Wesenlund commence sa carrière artistique dans sa jeunesse en tant que clarinettiste de jazz. Il remporte le concours norvégien de jazz NM i jazz deux ans de suite. Il est ensuite embauché comme journaliste de jazz par NRK ainsi que pour une chronique de jazz dans le journal Dagbladet.
Au théâtre, il joue et écrit des scénarios depuis 1964, se produisant au Chat Noir d'Oslo, au théâtre l'ABC, à l'Oslo Nye Teater et au Norske Teater. Sa réputation de rédacteur pour différents journaux et de journaliste indépendant de jazz pour NRK lui permet d'être embauché à la fin des années 1950 comme directeur de studio d'enregistrement et producteur de musique chez Philips. Entre 1964 et 1965, il travaille pour le chanteur et compositeur norvégien Arne Bendiksen. Chez Philips, il commercialise la musique des groupes norvégiens de Bergen connus sous le nom de « Beat Bergen », un style particulier de musique norvégienne des années 1964 à 1967. Comme parolier, il écrit les textes de quelques groupes de musique, comme « Twist it » en 1962.
À partir de 1966, Wesenlund est également directeur de programme à la NRK. Avec d'autres jeunes acteurs et artistes en devenir comme Harald Heide-Steen junior (en), Harald Tusberg (en), Bengt Calmeyer et le réalisateur suédois Bo Hermansson (en), il prend petit à petit une stature permanente d'artiste de divertissement et de comique d'improvisation au travers de son personnage impertinent. À la télévision, il commence à se faire remarquer avec l'émission Kunden har alltid rett (Le Client a toujours raison), une parodie des émissions de télévision du moment. À la radio, ce sont les légendaires émissions Telefonrøret et Hørerøret, ainsi que dans une revue avec les actrices Elsa Lystad (en) et Karin Krog au cabaret-théâtre d'Oslo Lysthuset, qui sont toutes publiées en disque.
Parmi ses apparitions marquantes à la télévision, il y a la série Og takk for det de 1969, où il a participé à plusieurs sketchs aux côtés de Kirsti Sparboe. En outre, à partir de la fin des années 1960, il forme avec l'acteur et comique Harald Heide-Steen junior (en) le Duo Wesensteen, dont les disques seront parmi les plus vendus. Ses émissions de télévision en Norvège remportent également un grand succès en Suède. Il participe de 1968 à 1970 à la série suédoise de divertissement Publikfriarna et en 1972 à la comédie suédoise Skärgårdsflirt. Il se fait aussi connaître en Suède avec son rôle de  Marve Fleksnes dans la série Fleksnes fataliteter. Il y utilise un suédois à l'accent norvégien prononcé appelé svorsk (sabir de svenska, suédois et norsk, norvégien et ) et développe son propre type d'« humour suédois (sv) » en jouant avec les clichés des Suédois sur les Norvégiens, qui les perçoivent comme simples d'esprit et peu doués.
Rolv Wesenlun travaille comme animateur radio, comme dans l'émission non comique Radio Skagerak, qui elle aussi sera publiée en disque par la marque de disques norvégienne Triola (no) en raison de sa grande popularité. De même, l'émission Feriebiskop Fjertnes a été publiée sous forme d'un disque sous le titre Feriebiskop Fjertnes slår til igjen (« L'évêque Fjertnes frappe encore ») qui constitue un succès commercial en 1968 en Norvège.
Au théâtre, il a quelques rôles principaux dans différentes pièces, par exemple en 1994 dans Charleys Tante au Norske Teatret. Elle a un tel succès qu'elle est prolongée au Chateau Neuf, est traduite en riksmål et filmée pour la télévision. Rolv Wesenlun a également joué au théâtre le rôle de Leopold dans Sommer i Tyrol en différents endroits d'Oslo, de Århus et de Kopenhagen. Par ailleurs, il a fait une apparition remarquée en 1987 dans le rôle du travesti homosexuel de la comédie musicale  La Cage Aux Folles de Jerry Herman au théâtre Chateau Neuf.
Il tient le premier rôle dans beaucoup de films des classiques comme Norske byggeklosser, Den siste Fleksnes, Bør Børson jr., Mannen som ikke kunne le. Il est invité en 1982 dans la série de films policiers Olsenbande norvégienne pour le film Olsenbandens aller siste kupp dans le rôle de l'inspecteur d'hôtels Adonisen. Par ailleurs, il tient à la télévision norvégienne son propre talk show sous le titre Wesenstund sur Norsk TV1 et TVNorge. Il est plus particulièrement apprécié par les plus de 50 ans et les seniors. À l'occasion de son 60e anniversaire, NRK1 présente dans l'émission Rolv un reportage sur sa vie suivi par un million de téléspectateurs. Sa dernière apparition publique est dans la série de Noël Den unge Fleksnes (le jeune Fleksnes) sur TVNorge en 2010.

## Décès
Souffrant de diabète, Rolv Wesenlund s'éteint à la maison de santé Madserud à Oslo, dans la nuit du samedi 17 au dimanche 18 août 2013, le jour de l'anniversaire de son acolyte sur scène, Harald Heide-Steen Jr,,,.

## Distinctions
- Chevalier de 1re classe de l'ordre de Saint-Olaf